# Нечистик, Эдуард Геннадьевич
Эдуард Геннадьевич Нечистик (25 марта 1941, Алма-Ата — 2 июня 2001, Кронштадт, Санкт-Петербург) — советский футболист, полузащитник. Мастер спорта СССР.
Начинал играть в 1959 году в команде КФК «Спартак» Алма-Ата, который в следующем году выступал в классе «Б». С 1961 года в составе алматинского «Кайрата» провёл 121 матч, забил один гол (из них 78 матчей, один гол — в классе «А»). В 1968 году в чемпионате за команду не играл и в середине сезона перешёл в «Шахтёр» Караганда. 1969 год провёл в клубной команде «Локомотива» Алма-Ата. Завершал карьеру в 1970—1973 годах в «Автомобилисте» Кзыл-Орда.
Скончался 2 июня 2001 года в возрасте 60 лет в Кронштадте.
Евгений Эдуардович Нечистик — инструктор Кронштадтского оздоровительно-спортивного центра (на 2019 год).